# كرايغ تولى
كرايغ تولى (بالإنجليزية: Craig Tully)‏ هو لاعب كرة قدم ومدرب كرة قدم بريطاني، ولد في 7 يناير 1976 في إستيرلينغ في المملكة المتحدة. لعب مع نادي دندي ونادي روس كاونتي ونادي ستنهاوسموير.